# Futsal en Belgique
Cet article est consacré à la pratique du futsal en Belgique.

## Histoire
En Belgique, sous l’impulsion d’un journaliste Pierre Reynaert et du Hongrois Endre Gaal, le « Miniatuurvoetbal » prend forme dans les coulisses du club de football du KSV Cercle Bruges dès 1961. Il permet ainsi à d'ex-footballeurs de se maintenir en forme. Le futsal est pratiqué à partir de l’été 1964 dans la région de Bruges particulièrement sous l’égide de la« Fédération des activités de loisirs ». Ce sport balbutie également dans les provinces d’Anvers et du Limbourg.
Le 13 ou 17 janvier 1968, l'Association belge de football miniature en salles-ABFS (Belgische Zaalen Miniatuur Voetbal Bond, BZMVB) est fondée à Bruges. Dès la connaissance de l’existence d’une fédération de « mini-football », l'ABFS, le Comité exécutif de l’« Union Royale Belge des Sociétés de football Association » (URBSFA), la fédération belge de football, décrète le 5 avril 1968 que ce sport doit être interdit à ses affiliés car organisé par une fédération concurrente.
Il faut attendre le 11 janvier 1975 pour qu’une première rencontre URBSFA-ABFS ait lieu. La première convention entre la fédération de football (URBSFA) et la fédération de futsal (ABFS) est signée le 2 juin 1976. Elle a pour but d’interdire à certains joueurs de football la pratique du futsal. Une convention scelle dès lors en 1976 les relations entre l’URBSFA et la ABFS. Cette dernière s’affile comme groupement adhérent à l’URSFA.
En janvier 1977, la première équipe nationale de Belgique voir le jour. En juin suivant, l’ABFS se scinde pour satisfaire aux exigences des décrets communautaires,. L'organe principal paritaire garde le nom d'ABFS, tandis que les deux ligues sont créées : la Ligue francophone de football en salle (LFFS) et Vlaamse Zaalvoetbalbond VZW (VZVB),,.
Depuis 1978, une compétition officielle interclubs existe entre le champion des Pays-Bas et de Belgique dénommée « Benelux beker ». Elle est complétée en 1981 d’une compétition similaire pour les vainqueurs de coupes nationales.
Jusqu’alors l’apanage de l’ABFS, le futsal devient un sujet de discorde avec l'URBSFA, comme entre la FIFUSA et la FIFA. L'UEFA obligeant ses fédérations nationales affiliées à mettre en place une compétition de futsal. Dès avril 1990, l’URBSFA propose une intégration progressive du futsal en son sein, avec pour conséquence la dissolution des trois fédérations futsal existantes (l’ABFS, la LFFS et la VZVB). Le 24 mai 1991 à Hasselt, le Comité exécutif de l’URBSFA prend la décision d'organiser des compétitions de football en salle en son sein. Dès le mois suivant, l’ABFS adhère à la FIFUSA. Le 5 septembre 1991, la province de Flandre-Orientale, tout en continuant à participer à la Coupe de Belgique ABFS, s'affilie en bloc à l’URBSFA et est chargée d’organiser le futsal dans tout le pays sous le nom de « Groupement de football en salle ». La province du Limbourg rejoint l’URBSFA le 10 décembre 1991. En fin d'année 1991, une scission intervient l'ABFS et l'URBSFA et donne naissance à deux championnats nationaux indépendants. La saison 1991-92 en est perturbée[Comment ?].

## Compétitions

### ABSF
En 1968, la première Coupe de Belgique a lieu,.
Pour la saison 1970-71, la première finale du championnat de Belgique se déroule et met aux prises des représentants Limbourgeois et West-flandriens.
En 1975, le championnat, en une seule série, voit le jour sans aucun club francophone. Il débute le 19 septembre 1975 avec seize clubs participants et les matchs ont généralement lieu le vendredi soir. En 1976, le championnat devient national en accueillant des équipes wallonnes.
| Championnat ABFS-URBSFA | Championnat ABFS-URBSFA       |
| Saison                  | Champion                      |
| ----------------------- | ----------------------------- |
| 1970-1971               | Verzekering Cools Brugge      |
| 1971-1972               | Minitrappers Maasmechelen     |
| 1972-1973               | Minitrappers Maasmechelen (2) |
| 1973-1974               | MV Cevanov Blankenberge       |
| 1974-1975               | MV Maasmechelen               |
| 1975-1976               | Sneltrappers Rekem            |
| 1976-1977               | ZVC Breughelhof Hoboken       |
| 1977-1978               | MVC Rekem                     |
| 1978-1979               | Vleeshal Paul Leen Genk       |
| 1979-1980               | ZVC Breughelhof Hoboken (2)   |
| 1980-1981               | ZVC Breughelhof Hoboken (3)   |
| 1981-1982               | Rebels Boorsem                |
| 1982-1983               | ZVK Hasselt                   |
| 1983-1984               | ZVC Hoboken                   |
| 1984-1985               | ZVK Hasselt (2)               |
| 1985-1986               | ZVK Hasselt (3)               |
| 1986-1987               | ZVK Ford Genk                 |
| 1987-1988               | ZVK Hasselt (4)               |
| 1988-1989               | ZVK Hasselt (5)               |
| 1989-1990               | ZVK Ford Genk (2)             |
| 1990-1991               | ZVK ISOLA Hoeselt             |

### URBSFA
| Saison  | Championnat de Belgique   | Coupe de Belgique       | Supercoupe de Belgique  |
| ------- | ------------------------- | ----------------------- | ----------------------- |
| 1991-92 | ZVK Hasselt               | ZVC Dinamo Sint Niklaas | ZVK Ford Genk           |
| 1992-93 | ZVK Hasselt (2)           | ZVK Sint-Truiden        | ZVK Mannschaft Bilzen   |
| 1993-94 | ZVK Hasselt (3)           | ZVK Ter Linde Mortsel   | ZVK Hasselt             |
| 1994-95 | ZVK Sint-Truiden          | ZVK Ford Genk           | ZVK Hasselt (2)         |
| 1995-96 | ZVK Ford Genk             | ZVK Ford Genk (2)       | non joué                |
| 1996-97 | ZVK Ford Genk (2)         | Ougréeneupré Unis       | ZVK Ford Genk (2)       |
| 1997-98 | ZVK Ford Genk (3)         | ZVK Eisden              | non joué                |
| 1998-99 | ZVK Sint-Truiden (2)      | Ougréeneupré Unis (2)   | ZVK Ford Genk (3)       |
| 1999-00 | Action 21 Charleroi       | Transport Lauwers Ranst | ZVK Sint-Truiden        |
| 2000-01 | Action 21 Charleroi (2)   | ZVC Berchem             | Action 21 Charleroi     |
| 2001-02 | Action 21 Charleroi (3)   | Futsal Kickers Gilly    | Action 21 Charleroi (2) |
| 2002-03 | Action 21 Charleroi (4)   | TL Ranst Antwerpen      | Action 21 Charleroi (3) |
| 2003-04 | Action 21 Charleroi (5)   | Action 21 Charleroi     | Action 21 Charleroi (4) |
| 2004/05 | Action 21 Charleroi (6)   |                         | Action 21 Charleroi (5) |
| 2005/06 | Action 21 Charleroi (7)   |                         |                         |
| 2006/07 | TLR Antwerpen             |                         |                         |
| 2007/08 | Action 21 Charleroi (8)   |                         |                         |
| 2008/09 | Action 21 Charleroi (9)   |                         |                         |
| 2009/10 | Action 21 Charleroi (10)  |                         |                         |
| 2010/11 | A&M Châtelineau           |                         |                         |
| 2011/12 | Futsal Topsport Antwerpen |                         |                         |
| 2012/13 | Futsal Châtelineau        |                         |                         |
| 2013/14 | Futsal Châtelineau (2)    |                         |                         |
| 2014/15 | FSP Halle-Gooik           |                         |                         |
| 2015/16 | FSP Halle-Gooik (2)       |                         |                         |
| 2016/17 | FSP Halle-Gooik (3)       |                         |                         |
| 2017/18 | FSP Halle-Gooik (4)       |                         |                         |
| 2018/19 | FSP Halle-Gooik (4)       |                         |                         |
| 2019/20 | Futsal Team Charleroi     |                         |                         |
| 2020/21 | non tenu (Covid-19)       |                         |                         |
| 2021/22 | FSP Halle-Gooik (5)       |                         |                         |

## Sélections nationales
En janvier 1977, profitant du passage du club de football du Club Atlético Peñarol de Montevideo, la Belgique met sur pied sa première équipe nationale sous la houlette d’un journaliste Miel Van Oerle,. Cela se passe respectivement les 7 et 8 janvier à Sint-Andries-Bruges (Koude Keuken) et à Schoten.
Chaque fédération possède une équipe nationale participant à des rencontres et compétitions internationales.

### Ouvrages de référence
- Pierre Moreau, Du Futebol de salão au Futsal - Une histoire en construction, 14 avril 2010, 75 p. (lire en ligne).

1. 1 2 3 4 5 6 7 8 9 10 11  1.5.2. Les balbutiements en Belgique, p. 9-10
2. 1 2 3 4 5 6 7 8 9 10 11  2.10.4. En Belgique - les francophones débarquent, p. 22
3. 1 2 3 4 5 6 7  3.12. La guerre du futsal en Belgique, p. 36 à 38

- UNCFs, FUTSAL SPIRIT n°1, avril 2005, 25 p. (lire en ligne).

1. 1 2 3 4 5 6  Tour d’horizon européen : la Belgique, p. 10-11

### Autres références
1. 1 2 3 4 5 6 7  « L'histoire du Futsal Belge » , sur www.belgianfutsal.be (consulté le 11 août 2023)
2. ↑  (en) Lars Kubusch et Hans Schöggl, « Futsal - Domestic Honours » , sur www.rsssf.org, 6 novembre 2022 (consulté le 9 juillet 2023)